# Distretto di Santiago de Surco
Il distretto di Santiago de Surco è un distretto del Perù che appartiene geograficamente e politicamente alla provincia e dipartimento di Lima. È ubicato a sud della capitale peruviana.

## Data di fondazione
16 dicembre 1929

## Dati Demografici del 2005
Popolazione censita	272,690 Abitanti

Uomini	124,079

Donne	148,611

Densità    7,847.2 Abitanti per Km 2

Tasso di analfabetismo (popolazione superiore ai 15 anni) 	0.4%

Fabbricati abitativi privati 76,064

Fabbricati abitativi privati dotati di impianto fognario 62,118 (81,7%)

Fabbricati abitativi privati connessi alla rete elettrica 65,509 (86.1%)

## Dati Geografici
Superficie 42.75 km²

Altitudine: 68 mslm

Latitudine: 12°08'36'’

Longitudine: 77°00'13'’

## Geografia fisica

### Clima
18 °C (temperatura media)

29 °C (gennaio - marzo)

15 °C (giugno - agosto)

## Distretti confinanti
Confina a nord con il Distretto di Ate Vitarte, ad est con il Distretto di San Juan De Miraflores, Distretto di La Molina, Distretto di Villa el Salvador e il Distretto di Villa Maria Del Triunfo, ad ovest con il Distretto di San Borja, Distretto di Surquillo, Distretto di Miraflores, Distretto di Chorrillos e il Distretto di Barranco, e a sud con l'Oceano Pacifico.